# Manuel Cadenas Montañés
Manuel Cadenas Montañés, conegut com a Manolo Cadenas, (Valdevimbre, Lleó, 20 de maig de 1955) és un entrenador lleonès d'handbol professional.

## Biografia
Els seus inicis com a entrenador es troben en Leganés. Com a entrenador professional d'handbol, va iniciar la seva trajectòria el 1986, on va dirigir l'Oviedo durant tres temporades.
Va fitxar llavors pel Club Handbol Cantàbria, club amb què va conquerir una Copa Asobal i una Recopa en la seva primera temporada com a entrenador del conjunt. El Cantàbria finalitzaria com a subcampió les dues temporades en què va ser dirigit per Cadenes.
El 1991, va passar a dirigir el BM Valladolid, club que va dirigir durant quatre temporades.
El 1995 va fitxar per l'Ademar Lleó, club al qual hi va romandre durant dotze temporades i amb el qual va aconseguir els majors èxits fins a la data.
Després d'abandonar Lleó, es va convertir en entrenador del FC Barcelona, club que va dirigir des de la temporada 2007/08 fins a ser destituït el 9 de febrer de 2009 després de perdre contra el BM Valladolid.
La temporada 2010/11 fitxa pel BM Granollers.

## Trajectòria
- Naranco de Oviedo (1986-1989)
- Club Handbol Cantàbria (1989-1991)
- Club Balonmano Valladolid (1991-1995)
- Club Balonmano Ademar León (1995-2007)
- Futbol Club Barcelona (2007-2009)
- BM Granollers (2010-2012)
- Orlen Wisla Plock Polonia (2013-2016)
- Seleccionador espanyol (2013-2016)
- Seleccionador argentí (2017-)
- Meshkov Brest (2018-2019)
- Club Balonmano Ademar León (2019-)

## Palmarès

### Club Balonmano Cantabria
- 1 vegada campió de la Copa ASOBAL: 1989
- 1 vegada campió de la Recopa: 1989

### Club Balonmano Ademar León
Amb l'equip de la seva terra va aconseguir una Lliga Asobal (2001), dues Recopes (1999, 2005), una Copa del Rei (2002) i una Copa Asobal (1999
- 1 vegada campió de la Lliga ASOBAL: 2001
- 2 vegades campió de la Recopa: 1999, 2005
- 1 vegada campió de la Copa Del Rei: 2002
- 1 vegada campió de la Copa Asobal: 1999